# Markyta
Markyta kan avse jordytan, något som är vänt mot marken eller en yta på marken.
Markytan utgör gränsen mellan mark och atmosfär. Alla djupangivelser för till exempel markprofil och rotdjup brukar utgå från markytan.  
När markytan är obeväxt, blir mikroklimatet extremt med stora temperaturväxlingar mellan dag och natt, bland annat på en öken. Detta gäller speciellt vid klart och vindstilla väder.